# Абашели, Александр Виссарионович
Алекса́ндр Виссарио́нович Абаше́ли (груз. ალექსანდრე (ისააკ) ბესარიონის ძე აბაშელი; псевдоним; настоящее имя — Иса́ки Чо́чия груз. ალექსანდრე (ისაკ) ბესარიონის ძე ჩოჩია; 15 [27] августа 1884, Абашиспири, Кутаисская губерния, Российская империя — 29 сентября 1954, Тбилиси, Грузинская ССР, СССР) — грузинский поэт и писатель-фантаст. Автор первого грузинского научно-фантастического романа (1932).

## Биография
Увлечённый революционными идеями, он принял непосредственное участие в революции 1905 года, был арестован и сослан в Сольвычегодск (Вологодская губерния), находился в ссылке. После возвращения из ссылки в 1908 году работал в редакции газет «Кавказиса» и «Новая Речис», где были опубликованы его первые стихи (на русском языке). В период реакции поэзия Абашели испытала значительное влияние русских символистов. К этому времени относится наиболее характерное для его творчества стихотворение — «Смех солнца» (1913).
Поэт не принял большевистской революции 1917 года. В годы советизации Грузии поэзия Абашели проникнута пессимизмом, мрачными настроениями, неверием в революцию и отвращением к советской действительности. В феврале 1921 года в знак протеста против присоединения Грузии к Советской России вместе с писателем К. Гамсахурдия, историком П. Ингороквой и искусствоведом В. Котетишвили облачился в траур (траурные чохи), который носил несколько месяцев.
Тем не менее, Абашели удалось вписаться в литературную жизнь Советской Грузии. В стихах «Тбилисская ночь» (1926), «Поэтам» (1929), «Лирик и садовод», «Гром Октября» (1937), «Рождение стиха», «Родине» (1938) и др. он предстаёт уже в качестве советского поэта, «певца новой эпохи». В годы Великой Отечественной войны написаны стихи «Письмо матери», «Сталинград», «Танкист хевсур» и др. В поэзии Абашели нашли отражение темы дружбы народов СССР, утверждения социалистических отношений («Сердце Ленина», «Новой Грузии», «Светит звезда Октября», «Украине», «Башни Кремля» и др.).
Перевёл на грузинский язык стихи Т. Шевченко «Доля» и «На Великдень, на соломі», которые потом вошли в грузинские издания сочинений Т. Шевченко «Стихи и поэмы» (Тбилиси, 1939 и 1952 годы издания) та «Избранное» (Тбилиси, 1961). Выступал на различных творческих вечерах в Грузии с докладами о жизненном и творческом пути Т. Шевченко.
В 1944 году совместно с Г. Г. Абашидзе написал текст для Гимна Грузинской ССР.
Абашели стал автором первого научно-фантастического произведения в грузинской литературе — романа «Женщина в зеркале» (груз. ქალი სარკეში, 1932), посвящённого контакту с марсианской цивилизацией, на примере которой автор попытался также описать возможные достижения будущего.
Похоронен в Дидубийском пантеоне в Тбилиси. Роман «Цветение персика» (груз. ატმის ყვავილი) был опубликован посмертно, в 1959 году. Остался незавершённым роман «Ирма».
Абашели стал редактором полного собрания сочинений Важи-Пшавелы.

## Награды
- орден Трудового Красного Знамени (25.8.1944) — в связи с 60- летием
- медали

## Сочинения
В русском переводе:
- Избранное, Тб., 1957.
- Женщина в зеркале: Научно-фантастический роман / Пер. с груз. Б. Гасса, М. Заверина, К. Коринтели; Худ. А. Бандзеладзе. — Тбилиси: Заря Востока, 1961.

Ряд стихотворений Абашели был переведён на русский язык Б. Л. Пастернаком.